# John Shesta
John Shesta (Nova York, 9 de dezembro de 1901 - Morrisville, 1 de julho de 1986) foi um cientista aeroespacial norte-americano, e um dos membros fundadores da American Rocket Society na década de 1930 e também da Reaction Motors, Inc. na década seguinte.